# 반딧불의 빛
반딧불의 빛(일본어: 蛍の光 호타루노히카리[*])는 작별의 창가이다. 스코틀랜드의 민요 작별(올드 랭 사인)을 원곡으로 했다. 같은 원곡으로 한 한국의 노래로는 석별의 정이 있다.